# Meijepolder
De Meijepolder is een polder in de provincie Zuid-Holland ten noordoosten van Bodegraven. De polder ligt noordelijk van de Oude Rijn en ten zuiden van de plaats De Meije.
De polder wordt bemalen door het gemaal Meijepolder en valt onder waterschap De Stichtse Rijnlanden. Tot 1975 werd het waterbeheer uitgevoerd door Groot-Waterschap van Woerden.